# 体細胞分裂
体細胞分裂（たいさいぼうぶんれつ）は、真核細胞が行う細胞分裂の様式のひとつ。1個の体細胞（多細胞生物を構成している細胞のうち生殖細胞以外の細胞の総称）が分裂して同じ遺伝情報を持つ2個の娘細胞を生み出す過程をいう。体細胞分裂のステージは、間期→前期→前中期→中期→後期→終期に分類される。前期から後期に起こる核分裂(en:mitosis)と後期終盤から終期に起こる細胞質分裂(en:cytokinesis)に分けられる。各ステージの詳細な機構については、現在でも研究が行われている。

## 前期（prophase）
前期は、分裂期の最初のステージである。核膜、核小体が消失し染色体凝縮が開始する。間期に複製された二つの中心体がモータータンパク質であるキネシンの働きで離れていく。細胞骨格として細胞質内であった微小管が一旦崩壊し、間期で複製されていた二つの中心体の間に多数の短い微小管が再重合し、紡錘体の形成が始まる。アクチン、ミオシンIIから成るストレスファイバーも同様に一旦崩壊する。ゴルジ体の構造が崩れ、断片化を始める。

## 前中期（prometaphase）
前中期には、核膜の崩壊が起こると共に、染色体凝縮が進行し姉妹染色分体が識別可能となる。離れた二つの中心体が紡錘体極となり、紡錘体極から伸びた微小管が、姉妹染色分体のそれぞれの動原体(kinetochore)に結合する。この微小管は動原体微小管とよばれる。この時期の染色体は、両極からの動原体微小管との相互作用で、両極の間を行き来する。

## 中期（metaphase）

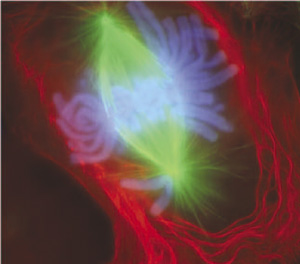
分裂中期の細胞。ほとんどの染色体 (青) が中央の中期プレート上に配列した状態。緑が微小管。

中期には、高度に凝縮した染色体が紡錘体赤道面に並び中期プレート（中期板）が形成される。前中期の染色体は、両極からの動原体微小管との相互作用で振動しているが、すべての染色体の動原体が紡錘体赤道面に並ぶことで中期プレートが形成されると、後期に移行し姉妹染色分体の分離が始まる。すべての染色体が中期プレート上へ整列することは後期への移行に必須である。ゲノム情報を均等に分配するこの過程が正常に行われるように、進行を監視する機構の一つ（紡錘体形成チェックポイント）が働いており、均等に分配できるまで後期の移行が起こらない。

## 後期（anaphase）
後期には、姉妹染色分体が分離し、両極に移動する。離れた姉妹染色分体の間に中央紡錘体が形成される。動原体微小管が脱重合によって縮むことでそれぞれの染色体が紡錘体極へと移動し、その後、紡錘体極の間に存在する微小管（極微小管）のはたらきで、紡錘体極の距離が伸びると考えられている。

## 終期（telophase）
終期は、体細胞分裂の最後の段階で、紡錘体極へと到着した娘染色体が脱凝縮し、極微小管の消失、核膜や核小体の再形成、ゴルジ体の再形成などが起こる。

## 細胞質分裂（cytokinesis）
染色体分離に引き続いて起こる、細胞質を二分する過程をいう。上記の後期終盤から終期の段階からこれが起こっているのが一般的に観られるため、その時期をこのように呼ぶ。動物細胞の細胞質分裂では、中央紡錘体central spindleに集積したタンパク質群により、低分子量GTPaseであるRhoが赤道面の細胞膜のすぐ内側で活性化・集積し、その後、アクチンフィラメントとミオシンIIなど多数のタンパク質から成る収縮環contractile ringとよばれる構造が形成され、それらの精緻な相互作用により収縮、分裂溝が生じる。その後、最終的に二つに切断される機構については、ESCRTと呼ばれるタンパク質群などが重要であることが明らかにされているが、未だ詳細は明らかではない。
植物細胞の細胞質分裂では、紡錘体の中央部域に、ゴルジ小胞が集まって細胞板が形成され、細胞が二つに分けられる。

## 参考図書
- B. Alberts他 著（中村桂子他 翻訳）『細胞の分子生物学 第５版』ニュートンプレス、2010年。
- B. Alberts他 著（中村桂子・松原謙一 監訳）『Essential 細胞生物学 第３版』南江堂、2011年。
- D. Morgan 著（中山敬一・啓子 翻訳）『カラー図説 細胞周期』メディカルサイエンスインターナショナル、2008年。